# Docibile I di Gaeta
Docibile I (... – ante 914) è stato un nobile, politico e condottiero bizantino fu l'ipato bizantino di Gaeta dall'867 alla morte.

## Biografia
Nulla si sa delle sue origini familiari o della sua carriera prima dell'867, anno in cui è citato come prefecturius, cioè signore della città. L'improvvisa scomparsa dei co-ipati Costantino e Marino I, menzionati l'ultima volta nell'866, ovvero appena un anno prima, lascia pensare che Docibile abbia conquistato il potere con la forza.
Docibile si trovò a fronteggiare la minaccia dei Saraceni ed attorno all'870 cadde nelle loro mani; dopo essere stato liberato dagli amalfitani decise di venire a patti. Il fatto di aver trattato con i musulmani gli costò la scomunica da parte di Papa Giovanni VIII.
Nell'876 il papa si recò nel Mezzogiorno per stringere un'alleanza anti-musulmana con i principi di Capua e Salerno; Docibile ed il Papa si incontrarono in giugno a Traetto (l'odierna Minturno), ma non trovarono un compromesso.
Nell'877 Docibile è nuovamente citato nei documenti, questa volta come hypatus: in quell'anno, seguendo l'esempio dei suoi predecessori, associò al potere suo figlio Giovanni.
In seguito, alla morte (879) di Landolfo II, il Papa interferì nella successione al Principato di Capua per favorire Pandenolfo invece di Landone, in cambio Pandenolfo attaccò Docibilie. 
Formia fu conquistata e Docibile fece venire alcuni mercenari saraceni da Agropoli.
Docibile incontrò ancora il Papa nella stessa Gaeta, dove raggiunsero un accordo di pace; insieme essi assediarono la fortezza saracena sul Garigliano.
Dopo la morte del Papa egli cambiò schieramento ed attaccò Capua, secondo Erchemperto nel 900 e nel 903 con mercenari saraceni. 
Successivamente cominciò a stringere alleanze facendo sposare le sue figlie Megalu a Rodgiperto di Aquino ed Eufemia al prefetto di Napoli. 
Docibile appare per l'ultima volta nel 906, che potrebbe essere l'anno della sua morte, sebbene l'unica certezza è che egli era già morto nel 914.

### Principe-guerriero
La sua lunga carriera fu l'età aurea di Gaeta durante i Secoli bui.
Egli iniziò la costruzione del grande palazzo le cui rovine sono ancora nella città e spese profusamente in chiese e dotazioni ecclesiastiche per la salvezza della sua anima.
Docibile era anche un principe-guerriero le cui lotte con tutti i suoi vicini: musulmani e cristiani, greci e longobardi, ecclesiastici e laici, ha riempito le cronache del tempo, soprattutto quella di Erchemperto.
Per questa ragione è probabile che, dopo il 906, egli si sia ritirato o fosse morto.

### Matrimoni e discendenza
Sua moglie Matrona gli diede, oltre a Giovanni, due figli: Leone ed Anatolio, che egli fece duca di Terracina.
Inoltre ebbe altre due figlie, Bona e Maria, oltre a Megalu ed Eufemia.
Giovanni gli successe ed associò immediatamente al ducato il proprio figlio, omonimo di suo padre, Docibilie II. 
È possibile, ma non può essere provato, che tutti e tre fossero associati insieme.